# وحشيات الشكل
وحشيات الشكل (الاسم العلمي: Theriiformes) هي تحت طائفة من الحيوانات تتبع طائفة الثدييات.

## التصنيف
- وحشيات كاملة
  - الخيلانيات
    - خرفان البحر
- †وحشيات أكيدة